# John Louis Nuelsen
John Louis Nuelsen (* 19. Januar 1867 in Zürich; † 26. Juni 1946 in Cincinnati, Ohio) war US-amerikanischer Staatsbürger und Bischof der Bischöflichen Methodistenkirche für Kontinentaleuropa, des sogenannten europäischen Sprengels seiner Kirche.

## Leben
John Nuelsen wurde in Zürich als Sohn eines amerikanischen Methodistenpredigers geboren. Er besuchte die Schulen in Karlsruhe und Bremen und studierte dann Theologie am Drew Theological Seminary, in Berlin und Halle.
Er arbeitete nur kurz im Gemeindedienst und unterrichtete ab 1894 an höheren Schulen des deutschen Methodismus in den Vereinigten Staaten. Bis 1899 war er einer von 18 Lehrern am Central Wesleyan College Warrenton, Montana, mit 294 Studierenden. Dann wurde er einer von vier Professoren der von Nast gegründeten Deutschamerikanischen theologischen Schule in Berea, Ohio, das 36 Studenten besuchten. Er war dort Professor für systematische Theologie.
1908 wurde er in den Vereinigten Staaten von der methodistischen Generalkonferenz zum Bischof gewählt und betreute bis 1912 den methodistischen Sprengel in Nebraska. Auf der Generalkonferenz in Minneapolis im US-Bundesstaat Minnesota wurde er dann mit der Leitung der Kirchen der Bischöflichen Methodistenkirche auf dem europäischen Kontinent betraut. Seine Arbeit wurde finanziell maßgebend mit Geldern der weltweiten Missionsbehörde der bischöflichen Methodistenkirche unterstützt. Sein Sitz war Zürich.
Im Ersten Weltkrieg kam es zu ernsthaften Spannungen zwischen deutschen Methodisten und vor allem mit den englischsprechenden Methodisten in den Vereinigten Staaten. Nuelsen bemühte sich um Ausgleich, musste sich aber nach dem Kriegseintritt der Vereinigten Staaten 1917 aus der Arbeit in Deutschland bis 1919 zurückziehen.
Nuelsen bemühte sich um eine Verständigung zwischen den Kirchen in neutralen und kriegführenden Staaten. Auch die kleinen christlichen Gemeinden waren ihm wichtig. Im Vorfeld der Stockholmer Weltkonferenz 1924 äußerte sich Nuelsen: „Das Gebot der Stunde ist die rückhaltlose Anerkennung der Existenzberechtigung auch der kleineren Kirchen. Der Ausdruck ‘kirchlich’ kann nicht identisch sein mit ‘landeskirchlich’.“
1940 trat er in den Ruhestand und lebte von da an bis zu seinem Tod 1946 wieder in Amerika.

## Ehrungen
John Nuelsen war Ehrenvorsitzender des Verbandes der Diakonissenvereine der Bischöflichen Methodistenkirche in Deutschland und der Schweiz.

## Schriften
- Methodismus in Amerika. In: Realencyclopädie für protestantische Theologie und Kirche. Dritte verbesserte und vermehrte Auflage. Hrsg. von Albert Hauck. Dreizehnter Band, Leipzig 1903, S. 1–25.
- mit Theophil Mann und J. J. Sommer: Kurzgefaßte Geschichte des Methodismus von seinen Anfängen bis zur Gegenwart. 2. durchgesehene und erweiterte Auflage, Bremen 1929.